# Divisione navale oceanica
Divisione navale oceanica war die Bezeichnung eines Hochseeverbandes der Marine des Königreiches Italien. Er operierte vorwiegend im Atlantischen Ozean und auch im Pazifik, insbesondere vor den Küsten Lateinamerikas, wo er wirtschaftliche Interessen Italiens sowie die von italienischen Auswanderern und Kaufleuten schützen sollte. 
Die Ursprünge liegen bei einem seit den 1830er Jahren von Montevideo aus im Südatlantik operierenden Flottenverband (divisione navale dell’atlantico meridionale) der Marine Sardinien-Piemonts, aus der 1861 die italienische Marine entstand. 1879 wurde diese Division wegen des Salpeterkrieges um eine divisione navale del pacifico ergänzt. Durch die von Admiral Benedetto Brin betriebene Fusion der beiden Verbände entstand dann 1894 (offiziell 1898) die divisione navale oceanica.
Zeitweise wurden auch andere italienische Flottenverbände, die außerhalb des Mittelmeers operierten, als divisione navale oceanica bezeichnet. In diesen Fällen wurde aber meist das jeweilige Operationsgebiet zur Bezeichnung hinzugefügt (beispielsweise divisione navale oceanica in estremo oriente).